# Kohei Tokita
Kohei Tokita (født 16. marts 1986) er en japansk fodboldspiller, som spiller for den japanske fodboldklub FC Machida Zelvia.